# Leonid Ossipowitsch Pasternak

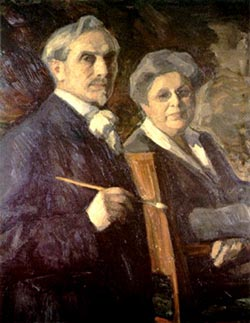
Selbstporträt mit seiner Frau

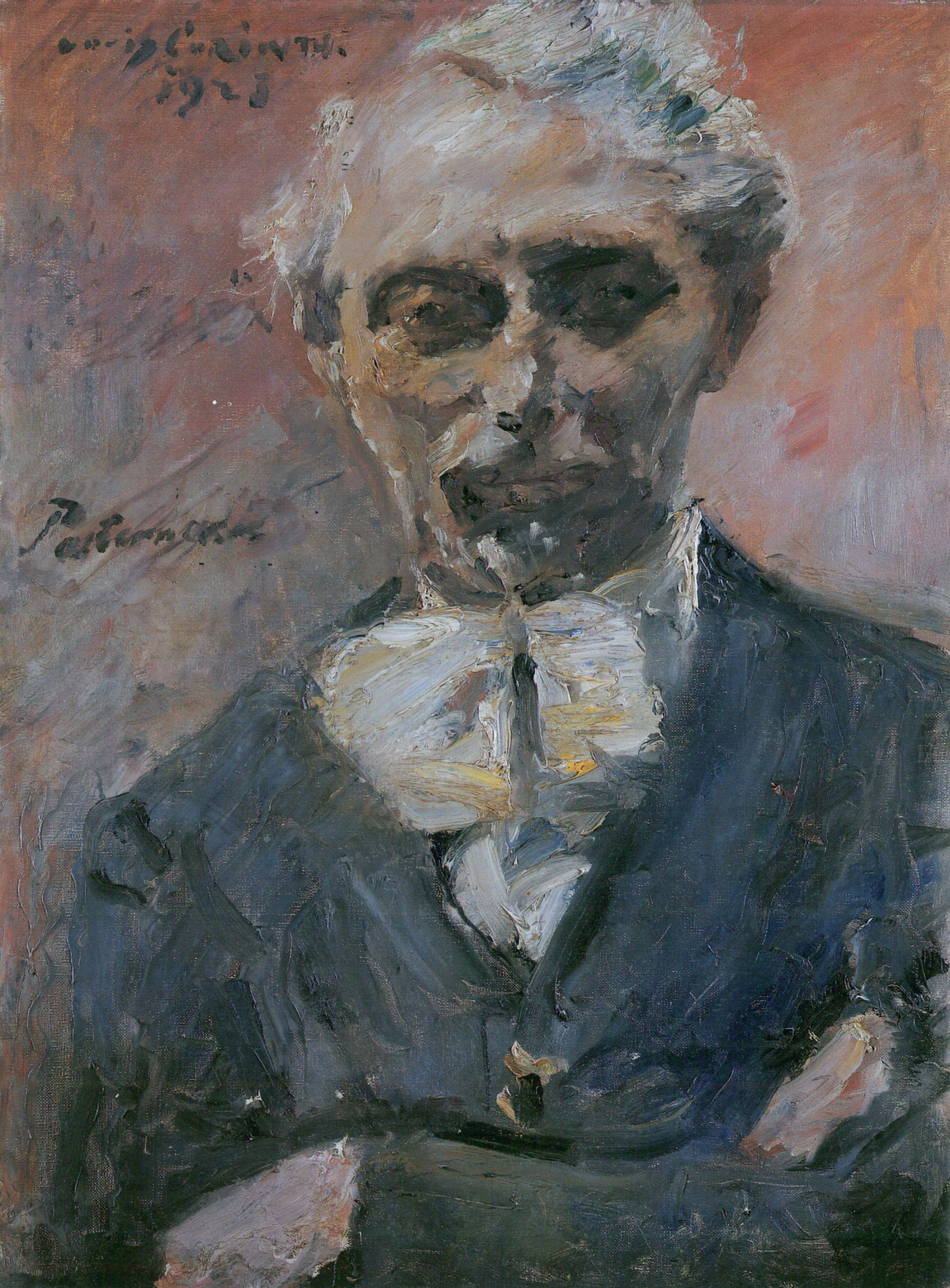
Porträt, 1923 (Lovis Corinth)

Leonid Ossipowitsch Pasternak (russisch Леонид Осипович Пастернак; * 22. Märzjul. / 3. April 1862greg. in Odessa; † 31. Mai 1945 in Oxford) war ein russischer Maler. Er war der Vater des Schriftstellers Boris Pasternak.

## Leben
Pasternak wurde in der Familie eines jüdischen Gastwirts geboren. Er war das sechste und jüngste Kind in der Familie. Er begann sehr früh zu zeichnen, aber seine Familie entmutigte ihn, da sie fürchteten, dass seine Zeichnung seine Studien behindern würde. Sein erster Förderer war die lokale Straßenreinigung, die anfing, die Kunst Pasternaks zu kaufen, als Leonid sieben Jahre alt war.
1881 bis 1885 studierte Leonid an der Moskauer Universität, zuerst Medizin, dann Rechtswissenschaften. Schließlich entschied er, sich der Kunst zu widmen, und meldete sich an der Königlichen Akademie der Bildenden Künste in München an, wo er 1887 graduierte. Er kam nach Russland zurück, diente die obligatorischen zwei Jahre in der Armee (Artillerieregiment) und im Jahre 1889 begann er eine Karriere als Berufsmaler.
Der Anfang seiner Karriere war sehr erfolgreich. Sein erstes ausgestelltes Bild wurde von Pawel Tretjakow, dem wichtigsten Kunstförderer im Russland jener Zeit, gekauft. Er wurde bald ein populärer Maler, ein Mitglied des so genannten Polenow-Kreises, der Walentin Serow, Isaak Lewitan, Michail Nesterow und Konstantin Korowin mit einschloss. 1889 heiratete er eine herausragende Pianistin der Zeit, Rosalinda Kaufman.
Leonid Pasternak war einer der ersten russischen Maler, der sich Post-Impressionist nannte. Im Russland der 1880er und 1890er Jahre war das noch neu und erregte Aufmerksamkeit. Leonid war auch ein Mitglied der Peredwischniki und der russischen Künstlervereinigung Mir Iskusstwa. Er war ein Freund von Lew Tolstoi, verbrachte mehrere Monate in Jasnaja Poljana und malte diverse Porträts des großen Schriftstellers, illustrierte auch seine Romane Krieg und Frieden und Auferstehung. Für seine Illustrationen der Romane Tolstois wurde ihm auf der Weltausstellung in Paris (1900) eine Medaille verliehen.
Pasternak wurde zum Mitglied der Kaiserlichen Kunstakademie gewählt (1905) und unterrichtete auch an der Moskauer Hochschule für Malerei, Bildhauerei und Architektur.
Als sich Pasternak 1921 einer Augenoperation unterziehen musste, wurde diese in Berlin durchgeführt. Er reiste mit seiner Frau und zwei Töchtern dorthin und ließ seine Söhne Boris und Alexander in Russland. Nach der Operation beschloss er, nicht nach Russland zurückzukehren, und blieb bis 1938 in Berlin. Von dort floh er vor den Nazis nach Großbritannien. Er verstarb am 31. Mai 1945 in Oxford.

## Werke
- Rilke in Moskau, 1928